# Keiji Kokuta

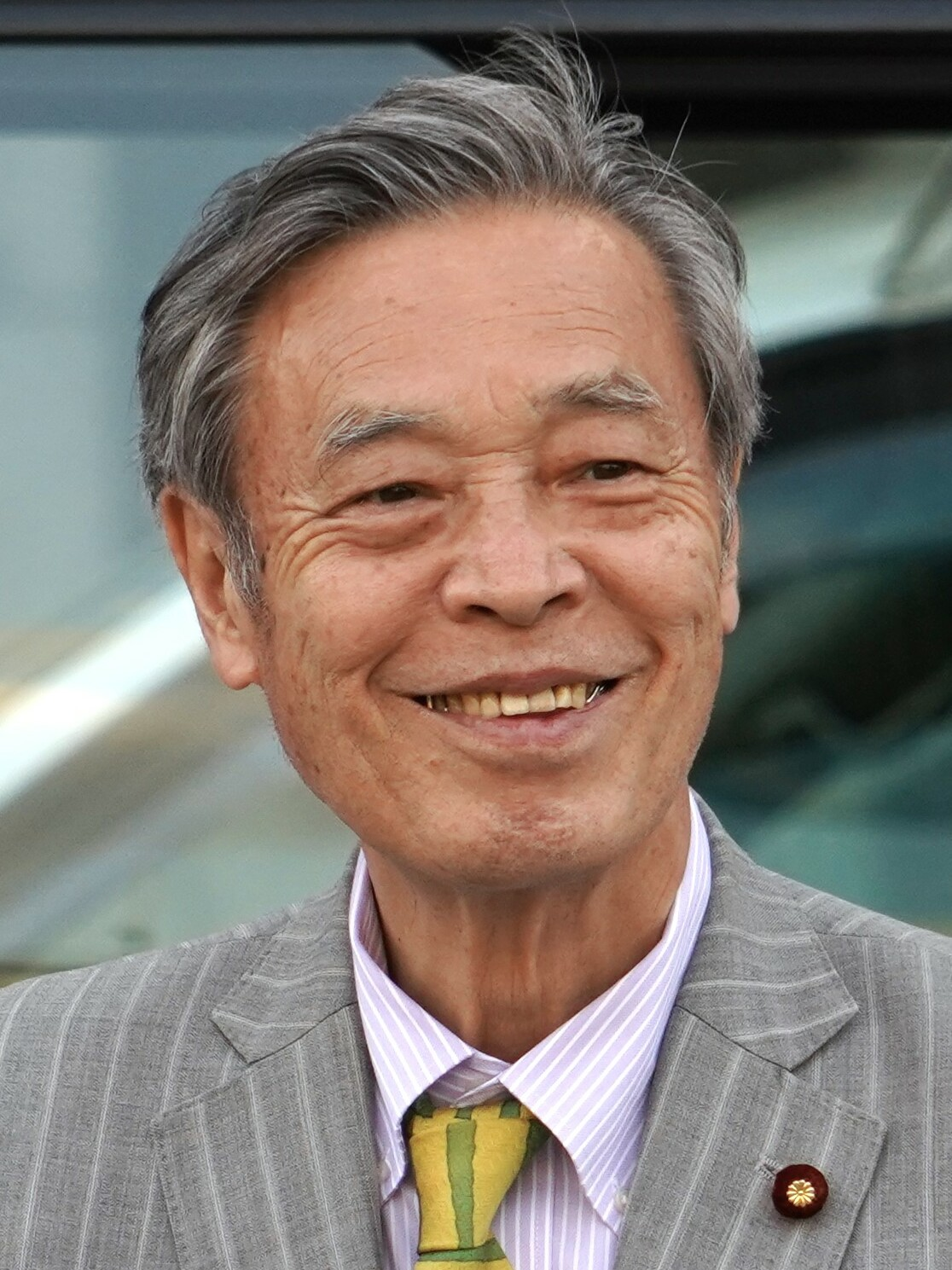
Kokuta im Wahlkampf für die einheitlichen Präfektur- & Kommunalwahlen 2023

Keiji Kokuta (japanisch 穀田 恵二 Kokuta Keiji; * 11. Januar 1947 in Mizusawa (heute Stadt Ōshū), Iwate (historisch Ōshū)) ist ein ehemaliger japanischer Politiker der Kommunistischen Partei Japans (KPJ). Von 1993 bis 2024 war er Mitglied im Abgeordnetenhaus, dem Unterhaus des Nationalparlaments, für die meiste Zeit für den Verhältniswahlblock Kinki.
Kokuta studierte japanische Literatur an der Ritsumeikan-Universität und wurde nach seinem Abschluss 1969 Mitarbeiter von deren Träger, der Ritsumeikan-Bildungskörperschaft (学校法人立命館 gakkō hōjin Ritsumeikan). 1972 wurde er Mitarbeiter des „KPJ-Komitees Gebiet Nord“ (Kita-chiku iinkai), das für die Bezirke Nord und Kamigyō der Stadt Kyōto zuständig ist, der traditionell wichtigsten Hochburg der KPJ. In die aktive Politik stieg Kokuta bei den einheitlichen Wahlen 1987 ein, als er im Wahlkreis Bezirk Nord für eine Wahlperiode in das Stadtparlament Kyōto gewählt wurde.
In die Nationalpolitik wechselte Kokuta zur Abgeordnetenhauswahl 1993, als er im damaligen SNTV-Fünfmandatswahlkreis 1 der Präfektur Kyōto kandidierte. Kyōto 1 war einer der wenigen Wahlkreise im Land, in denen die KPJ regelmäßig zwei Kandidaten nominiert hatte, aber bei der Wahl 1990 waren die beiden KPJ-Kandidaten auf den Plätzen sechs und sieben gelandet, und 1993 war Kokuta der einzige kommunistische Kandidat. Mit über 20 % der Stimmen erzielte er den mit Abstand höchsten Stimmenanteil vor Seiji Maehara (NJP, 17 %) und Bunmei Ibuki (LDP, 12,8 %). Nach der Wahlrechtsreform wechselte Kokuta in den neuen FPTP-Einmandatswahlkreis Kyōto 1, der Teile der Stadt Kyōto umfasst. Dort unterlag er bei der Wahl 1996 mit 30,0 % der Stimmen nur knapp Bunmei Ibuki (31,3 %), blieb aber über die neu eingeführte Verhältniswahl im Block Kinki Abgeordneter. Bei den folgenden Wahlen vergrößerte sich Kokutas Rückstand auf Ibuki, aber er gewann durchgehend einen der meist zwei oder drei KPJ-Sitze bei der Verhältniswahl in Kinki. Im Abgeordnetenhaus war er unter anderem riji (wörtl. „Direktor“; ≈Vizevorsitzende) im Haushaltsausschuss. In der KPJ führte er von 1997 das Komitee für Parlamentsangelegenheiten. Zeitweise war er auch Vorsitzender der Gruppe der KPJ-Abgeordnetenhausmitglieder (≈Fraktionsvorsitzender, aber eigentlich nicht identisch mit der Fraktion im engeren Sinne).
Im Juni 2023 kündigte Kokuta seinen Rückzug aus der Politik zur nächsten allgemeinen Abgeordnetenhauswahl an und schied mit der Auflösung der Kammer vor der Wahl 2024 aus dem Parlament aus.